# Gerhard Durlacher
Gerhard Leopold Durlacher (geboren am 10. Juli 1928 in Baden-Baden; gestorben am 2. Juli 1996 in Haarlem) war ein niederländischer Schriftsteller und Soziologe. Er war ein Überlebender des Holocaust.

## Leben und Wirken

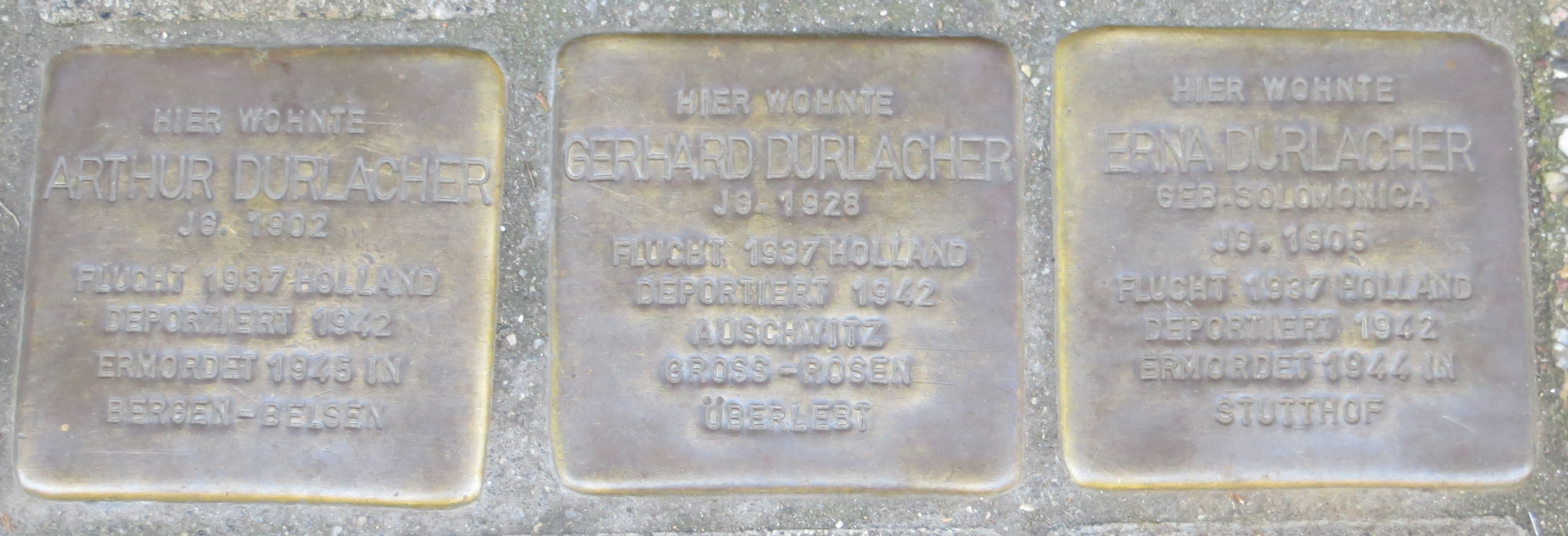
Stolpersteine Familie Durlacher in Baden-Baden

Gerhard Durlacher wuchs in Baden-Baden auf, seine Großmutter hatte dort ein Möbelgeschäft. Allerdings waren die Durlachers eine jüdische Familie, und Gerhard Durlacher wurde schon recht früh mit antijüdischem Verhalten konfrontiert. Dort ging er auf die Vincentischule (damals Adolf-Hitler-Schule genannt). Vom Klassenfoto wurden er und ein weiteres jüdisches Kind ausgeschlossen.
1937 emigrierten die Eltern Gerhard Durlachers mit ihm in die Niederlande zu Verwandten. Doch auch dort waren sie nicht sicher. Am 2. Oktober 1942 wurde er mit seinen Eltern und seiner Tante in das Durchgangslager Westerbork verschleppt. Im Januar 1944 wurden sie ins Ghetto Theresienstadt und später ins KZ Auschwitz-Birkenau deportiert. Er überlebte als Einziger. Sein Vater kam im KZ Bergen-Belsen um, seine Mutter im KZ Stutthof.
Von 1964 bis 1983 lehrte Durlacher als Dozent für Soziologie an der Universität von Amsterdam.

## Familie
Gerhard Durlacher heiratete 1959 Anneke Sasburg, ebenfalls Soziologin. Aus dieser Ehe gingen drei Töchter hervor. Seine älteste Tochter Jessica Durlacher (* 1961) ist eine niederländische Schriftstellerin. Sie schreibt über Eltern, die den Holocaust überlebt haben, und wie sie und ihre Kinder damit zurechtkommen.
Über seine Erlebnisse im Nationalsozialismus erzählte Gerhard Durlacher seiner Familie kaum etwas, sie erfuhr das meiste aus seinem Buch Strepen aan de hemel. Oorlogsherinneringen.

## Schriften
- Strepen aan de hemel. Oorlogsherinneringen. Meulenhoff, Amsterdam 1985, ISBN 90-290-1510-1.
  - Streifen am Himmel. Geschichten aus Krieg und Verfolgung. Aus dem Niederländischen von Rosemarie Still. Rowohlt, Reinbek bei Hamburg 1988, ISBN 3-499-18383-8.
- Drenkeling. Kinderjaren in het Derde Rijk. Meulenhoff, Amsterdam 1987.
  - deutsche Ausgabe: Ertrinken. Eine Kindheit im Dritten Reich. Aus dem Niederländischen übersetzt von Maria Csollány. Europäische Verlagsanstalt, Hamburg 1993, ISBN 3-434-50023-5.
- Wunderbare Menschen. Geschichten aus der Freiheit. Aus dem Niederländischen übersetzt von Maria Csollány. Europäische Verlagsanstalt, Hamburg 1998, ISBN 3-434-50425-7.

## Ehrungen
2008 wurden drei Stolpersteine für ihn und seine Eltern im Beisein seiner Witwe verlegt. Sie liegen in Baden-Baden in der Lichtentaler Straße 56, wo er seine ersten Jahre verbracht hatte.
2025 wurde in Durlachers Heimatstadt Baden-Baden eine Brücke über die Oos nach ihm benannt.